# Tour de Catalogne 1935
Le Tour de Catalogne 1935 est la 17e édition du Tour de Catalogne, une course cycliste par étapes en Espagne. L’épreuve se déroule sur nou étapes entre l'1 et le 9 juin 1935, sur un total de 1 358 km. Le vainqueur final est l’Espagnol Mariano Cañardo, devant l'Espagnol Federico Ezquerra et le Belge Joseph Huts.

## Étapes
| Étape     | Date   | Parcours                       | km    | Guanyador               | Líder                 |
| --------- | ------ | ------------------------------ | ----- | ----------------------- | --------------------- |
| 1re étape | 1 juin | Barcelone - Manresa            | 87,0  | Joseph Huts (BEL)       | Joseph Huts (BEL)     |
| 2e étape  | 2 juin | Manresa - Tarragone            | 150,0 | Arsène Mersch (LUX)     | Joseph Huts (BEL)     |
| 3e étape  | 3 juin | Tarragone - Gandesa            | 189,0 | Mariano Cañardo (ESP)   | Arsène Mersch (LUX)   |
| 4e étape  | 4 juin | Gandesa - Valls                | 137,0 | Mariano Cañardo (ESP)   | Mariano Cañardo (ESP) |
| 5e étape  | 5 juin | Valls - Puigcerdà              | 223,0 | Joseph Huts (BEL)       | Mariano Cañardo (ESP) |
| 6e étape  | 6 juin | Puigcerdà - Girona             | 150,0 | Salvador Cardona (ESP)  | Mariano Cañardo (ESP) |
| 7e étape  | 7 juin | Girona - La Bisbal d'Empordà   | 189,0 | Salvador Cardona (ESP)  | Mariano Cañardo (ESP) |
| 8e étape  | 8 juin | La Bisbal d'Empordà - Terrassa | 149,0 | Federico Ezquerra (ESP) | Mariano Cañardo (ESP) |
| 9e étape  | 9 juin | Terrassa - Barcelone           | 84,0  | Mariano Cañardo (ESP)   | Mariano Cañardo (ESP) |

### Étape 1 Barcelone - Manresa. 87,0 km
|   | Cycliste           | Temps           |
| - | ------------------ | --------------- |
| 1 | Joseph Huts        | 2 h 31 min 10 s |
| 2 | Jan-Jozef Horemans | m.t.            |
| 3 | Ricard Ferrando    | m.t.            |

|   | Cycliste           | Temps           |
| - | ------------------ | --------------- |
| 1 | Joseph Huts        | 2 h 31 min 10 s |
| 2 | Jan-Jozef Horemans | m.t.            |
| 3 | Ricard Ferrando    | m.t.            |

### Étape 2. Manresa - Tarragone. 150,0 km
|   | Cycliste        | Temps           |
| - | --------------- | --------------- |
| 1 | Arsène Mersch   | 4 h 59 min 00 s |
| 2 | Isidro Figueras | m.t.            |
| 3 | Rafael Pou      | m.t.            |

|   | Cycliste           | Temps           |
| - | ------------------ | --------------- |
| 1 | Joseph Huts        | 7 h 30 min 10 s |
| 2 | Arsène Mersch      | m.t.            |
| 3 | Jan-Jozef Horemans | m.t.            |

### Étape 3. Tarragone - Gandesa. 137,0 km
|   | Cycliste          | Temps           |
| - | ----------------- | --------------- |
| 1 | Mariano Cañardo   | 4 h 43 min 20 s |
| 2 | Federico Ezquerra | m.t.            |
| 3 | Arsène Mersch     | m.t.            |

|   | Cycliste        | Temps            |
| - | --------------- | ---------------- |
| 1 | Arsène Mersch   | 12 h 13 min 30 s |
| 2 | Mariano Cañardo | m.t.             |
| 3 | Ricard Ferrando | + 40 s           |

### Étape 4. Gandesa - Valls. 137,0 km
|   | Cycliste        | Temps           |
| - | --------------- | --------------- |
| 1 | Mariano Cañardo | 4 h 45 min 05 s |
| 2 | Cipriano Elys   | + 1 min 01 s    |
| 3 | Arsène Mersch   | + 2 min 18 s    |

|   | Cycliste          | Temps            |
| - | ----------------- | ---------------- |
| 1 | Mariano Cañardo   | 16 h 58 min 35 s |
| 2 | Arsène Mersch     | + 2 min 18 s     |
| 3 | Federico Ezquerra | + 5 min 13 s     |

### Étape 5. Valls - Puigcerdà. 223,0 km
|   | Cycliste          | Temps           |
| - | ----------------- | --------------- |
| 1 | Joseph Huts       | 8 h 22 min 10 s |
| 2 | Federico Ezquerra | m.t.            |
| 3 | Antonio Destrieux | m.t.            |

|   | Cycliste          | Temps            |
| - | ----------------- | ---------------- |
| 1 | Mariano Cañardo   | 25 h 20 min 45 s |
| 2 | Arsène Mersch     | + 2 min 18 s     |
| 3 | Federico Ezquerra | + 5 min 13 s     |

### Étape 6. Puigcerdà - Girona. 150,0 km
|   | Cycliste         | Temps           |
| - | ---------------- | --------------- |
| 1 | Salvador Cardona | 4 h 33 min 45 s |
| 2 | Mariano Cañardo  | m.t.            |
| 3 | Joseph Huts      | + 3 min 27 s    |

|   | Cycliste          | Temps            |
| - | ----------------- | ---------------- |
| 1 | Mariano Cañardo   | 29 h 54 min 30 s |
| 2 | Federico Ezquerra | + 8 min 40 s     |
| 3 | Joseph Huts       | + 12 min 12 s    |

### Étape 7. Girona - La Bisbal d'Empordà. 189,0 km
|   | Cycliste         | Temps           |
| - | ---------------- | --------------- |
| 1 | Salvador Cardona | 6 h 05 min 20 s |
| 2 | Jeff Abundio     | + 3 min 30 s    |
| 3 | Antonio Montes   | + 3 min 50 s    |

|   | Cycliste          | Temps            |
| - | ----------------- | ---------------- |
| 1 | Mariano Cañardo   | 36 h 05 min 10 s |
| 2 | Federico Ezquerra | + 8 min 40 s     |
| 3 | Joseph Huts       | + 12 min 12 s    |

### Étape 8. La Bisbal d'Empordà - Terrassa. 149,0 km
|   | Cycliste          | Temps           |
| - | ----------------- | --------------- |
| 1 | Federico Ezquerra | 5 h 57 min 38 s |
| 2 | Joseph Huts       | + 22 s          |
| 3 | Antonio Prior     | m.t.            |

|   | Cycliste          | Temps            |
| - | ----------------- | ---------------- |
| 1 | Mariano Cañardo   | 42 h 03 min 10 s |
| 2 | Federico Ezquerra | + 8 min 18 s     |
| 3 | Joseph Huts       | + 12 min 12 s    |

### Étape 9. Terrassa - Barcelone. 84,0 km
|   | Cycliste          | Temps           |
| - | ----------------- | --------------- |
| 1 | Mariano Cañardo   | 2 h 52 min 46 s |
| 2 | Federico Ezquerra | + 2 min 30 s    |
| 3 | Leopold Roosemont | m.t.            |

|   | Cycliste          | Temps            |
| - | ----------------- | ---------------- |
| 1 | Mariano Cañardo   | 44 h 55 min 55 s |
| 2 | Federico Ezquerra | + 10 min 48 s    |
| 3 | Joseph Huts       | + 14 min 47 s    |

## Classement final
| Pos. | Cycliste                    | Équipe      | Temps            |
| ---- | --------------------------- | ----------- | ---------------- |
| 1    | Mariano Cañardo (ESP)       | Orbea       | 44 h 55 min 55 s |
| 2    | Federico Ezquerra (ESP)     | Orbea       | + 10 min 48 s    |
| 3    | Joseph Huts (BEL)           | De Dion     | + 14 min 47 s    |
| 4    | Antonio Andrés Sancho (ESP) |             | + 14 min 47 s    |
| 5    | Antonio Destrieux (ESP)     | UE Sants    | + 18 min 14 s    |
| 6    | Salvador Cardona (ESP)      | Orbea       | + 20 min 17 s    |
| 7    | Diego Cháfer (ESP)          |             | + 20 min 26 s    |
| 8    | Cipriano Elys (ESP)         |             | + 30 min 01 s    |
| 9    | Rafael Pou (ESP)            | CC Balear   | + 31 min 38 s    |
| 10   | Isidro Figueras (ESP)       | AC Montjuïc | + 32 min 03 s    |